# Gord Dineen
Gordon M. Dineen (Toronto, Ontario, 1962. szeptember 21. –) kanadai profi jégkorongozó, edző.

## Pályafutása
Komolyabb junior karrierjét az OHL-es Sault Ste. Marie Greyhoundsban kezdte 1980-ban, és 1982-ig játszott ebben a csapatban. Az 1981-es NHL-drafton a New York Islanders választotta ki a második kör 42. helyén. Felnőtt pályafutását a CHL-es Indianapolis Checkersben kezdte 1982-ben és a teljes idényt itt játszotta két meccset kivéve, mert akkor az Islanders felhívta az NHL-be. A következő szezonban már 43 mérkőzésen léphetett jégre a New York-i gárdában. 1984–1985-ben az AHL-es Springfield Indiansba küldték, de ismét a fél idényt tölthette az NHL-ben. A következő szezon is így telt, de aztán az 1988-as szezon több, mint feléig csak az Islandersben játszott. Ekkor a Minnesota North Starshoz került. 1988–1989-ben játszott az IHL-es Kalamazoo Wings-ben, a North Starsban mindössze két mérkőzést és a szezon közben átkerült a Pittsburgh Penguinsbe. Ebben a szezonban 38 mérkőzésnyi szerepet kapott a csapatban. A következő idényt szinte végig játszotta a Penguinsben. Viszont 1990–1992 között már rengeteget játszott a farmcsapatban, az IHL-es Muskegon Lumberjacksben. 1992–1993-ban eligazolt az Ottawa Senatorsba, de szezon felét az IHL-es San Diego Gullsban töltötte. A következő szezonban szinte csak az Ottawában szerepelt. 1994–1995-ben visszakerült kilenc mérkőzésre az Islandersbe és játszott még az IHL-es Denver Grizzliesben. 1995–2000 között a Utah Grizzliesben játszott egy kisebb megszakítással. Az utolsó szezonjában 17 mérkőzést a Chicago Wolvesban játszott le. 2000-ben vonult vissza.

## Edzői statisztika
| 1980–1981       | Sault Ste. Marie Greyhounds | OHL             | 68  | 4  | 26  | 30  | 158 | —  | — | —  | —  | —  |
| 1981–1982       | Sault Ste. Marie Greyhounds | OHL             | 68  | 9  | 45  | 54  | 185 | 13 | 1 | 2  | 3  | 52 |
| 1982–1983       | New York Islanders          | NHL             | 2   | 0  | 0   | 0   | 4   | —  | — | —  | —  | —  |
| 1982–1983       | Indianapolis Checkers       | CHL             | 73  | 10 | 47  | 57  | 78  | 13 | 2 | 10 | 12 | 29 |
| 1983–1984       | New York Islanders          | NHL             | 43  | 1  | 11  | 12  | 32  | 9  | 1 | 1  | 2  | 28 |
| 1983–1984       | Indianapolis Checkers       | CHL             | 26  | 4  | 13  | 17  | 63  | —  | — | —  | —  | —  |
| 1984–1985       | Springfield Indians         | AHL             | 25  | 1  | 8   | 9   | 46  | —  | — | —  | —  | —  |
| 1984–1985       | New York Islanders          | NHL             | 48  | 1  | 12  | 13  | 89  | 10 | 0 | 0  | 0  | 26 |
| 1985–1986       | Springfield Indians         | AHL             | 11  | 2  | 3   | 5   | 20  | —  | — | —  | —  | —  |
| 1985–1986       | New York Islanders          | NHL             | 57  | 1  | 8   | 9   | 81  | 3  | 0 | 0  | 0  | 2  |
| 1986–1987       | New York Islanders          | NHL             | 71  | 4  | 10  | 14  | 110 | 7  | 0 | 4  | 4  | 4  |
| 1987–1988       | New York Islanders          | NHL             | 57  | 4  | 12  | 16  | 62  | —  | — | —  | —  | —  |
| 1987–1988       | Minnesota North Stars       | NHL             | 13  | 1  | 1   | 2   | 21  | —  | — | —  | —  | —  |
| 1988–1989       | Kalamazoo Wings             | IHL             | 25  | 2  | 6   | 8   | 49  | —  | — | —  | —  | —  |
| 1988–1989       | Minnesota North Stars       | NHL             | 2   | 0  | 1   | 1   | 2   | —  | — | —  | —  | —  |
| 1988–1989       | Pittsburgh Penguins         | NH              | 38  | 1  | 2   | 3   | 42  | 11 | 0 | 2  | 2  | 8  |
| 1989–1990       | Pittsburgh Penguins         | NHL             | 69  | 1  | 8   | 9   | 125 | —  | — | —  | —  | —  |
| 1990–1991       | Pittsburgh Penguins         | NHL             | 9   | 0  | 0   | 0   | 6   | —  | — | —  | —  | —  |
| 1990–1991       | Muskegon Lumberjacks        | IHL             | 40  | 1  | 14  | 15  | 57  | 5  | 0 | 2  | 2  | 0  |
| 1991–1992       | Pittsburgh Penguins         | NHL             | 1   | 0  | 0   | 0   | 0   | —  | — | —  | —  | —  |
| 1991–1992       | Muskegon Lumberjacks        | IHL             | 79  | 8  | 37  | 45  | 83  | 14 | 2 | 4  | 6  | 33 |
| 1992–1993       | Ottawa Senators             | NHL             | 32  | 2  | 4   | 6   | 30  | —  | — | —  | —  | —  |
| 1992–1993       | San Diego Gulls             | IHL             | 41  | 6  | 23  | 29  | 36  | —  | — | —  | —  | —  |
| 1993–1994       | Ottawa Senators             | NHL             | 77  | 0  | 21  | 21  | 89  | —  | — | —  | —  | —  |
| 1993–1994       | San Diego Gulls             | IHL             | 3   | 0  | 0   | 0   | 2   | —  | — | —  | —  | —  |
| 1994–1995       | New York Islanders          | NHL             | 9   | 0  | 0   | 0   | 2   | —  | — | —  | —  | —  |
| 1994–1995       | Denver Grizzlies            | IHL             | 68  | 5  | 27  | 32  | 75  | 17 | 1 | 6  | 7  | 8  |
| 1995–1996       | Utah Grizzlies              | IHL             | 82  | 1  | 17  | 18  | 89  | 22 | 0 | 3  | 3  | 14 |
| 1996–1997       | Utah Grizzlies              | IHL             | 81  | 5  | 29  | 34  | 62  | 7  | 0 | 3  | 3  | 4  |
| 1997–1998       | Utah Grizzlies              | IHL             | 82  | 3  | 34  | 37  | 63  | 4  | 0 | 2  | 2  | 2  |
| 1998–1999       | Utah Grizzlies              | IHL             | 77  | 5  | 22  | 27  | 78  | —  | — | —  | —  | —  |
| 1999–2000       | Utah Grizzlies              | IHL             | 50  | 0  | 18  | 18  | 26  | —  | — | —  | —  | —  |
| 1999–2000       | Chicago Wolves              | IHL             | 17  | 1  | 2   | 3   | 14  | 16 | 0 | 5  | 5  | 12 |
| IHL Összesített | IHL Összesített             | IHL Összesített | 645 | 37 | 219 | 256 | 634 | 85 | 3 | 25 | 28 | 73 |
| NHL Összesített | NHL Összesített             | NHL Összesített | 529 | 16 | 90  | 106 | 695 | 40 | 1 | 7  | 8  | 68 |

## Díjai
- CHL Első All-Star Csapat: 1983
- Bob Gassoff-trófea: 1983
- Bobby Orr-trófea: 1983
- Adams-kupa: 1983
- IHL Első All-Star Csapat: 1992
- Turner-kupa: 1995, 1996, 2000
- IHL Második All-Star Csapat: 1998
- IHL All-Star Gála: 1992, 1997, 1998